# Zinkfosfide
Zinkfosfide is een zeer toxische anorganische zink- en fosforverbinding met als brutoformule Zn3P2. De stof komt voor als donkergrijze tetragonale kristallen, die onoplosbaar zijn in water. Indien het in water wordt gebracht, ontleedt het door hydrolyse traag in het toxische fosfine en zinkhydroxide:
{\displaystyle {\ce {Zn3P2 + 6H2O -> 2PH3 + 3Zn(OH)2}}}

## Synthese
Zinkfosfide kan bereid worden door zinkpoeder te laten reageren met elementair fosfor:
{\displaystyle {\ce {6Zn + P4 -> 2Zn3P2}}}

## Toepassingen
Zinkfosfide is een veelgebruikt rodenticide. Bij opname in het verteringsstelsel van de dieren wordt het toxische gas fosfine gevormd. Handelsnamen van de stof zijn Blue-ox, Gopha-rid, Kilrat, Mous-Con, Phosvin, Ratol, Rumetan en Zinc-Tox. Vergelijkbare verbindingen die dezelfde toepassing kennen zijn aluminiumfosfide en calciumfosfide.

## Toxicologie en veiligheid
De stof ontleedt bij verhitting en bij contact met zuren. Zinkfosfide reageert hevig met sterk oxiderende stoffen, waardoor kans op brand aanwezig is.
De stof is irriterend voor de ogen, de huid en de luchtwegen. Ze kan effecten hebben op de lever, de nieren, het hart en het zenuwstelsel. Blootstelling aan een hoge dosis kan de dood veroorzaken.